# Carlo Leopoldo Calcagnini
Carlo Leopoldo Calcagnini (Ravenna, 19 febbraio 1679 – Roma, 27 agosto 1746) è stato un cardinale italiano.

## Biografia

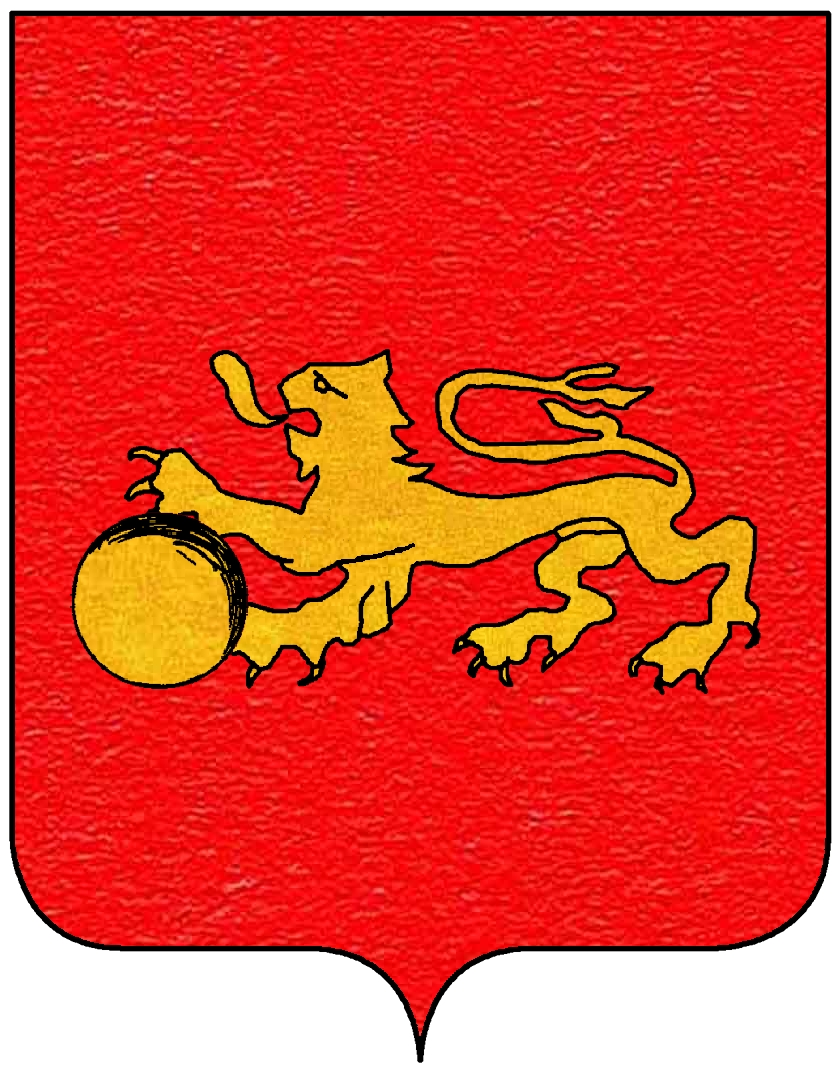
Stemma Calcagnini

Il cardinale Calcagnini non ricevette mai gli ordini sacri pur venendo nominato cardinale diacono. Tale prassi era in voga nei secoli passati e fu modificata a partire da papa Pio X e successivamente, da papa Giovanni XXIII.